# Magyar kitüntetések viselési sorrendje az 1989-es állapotnak megfelelően

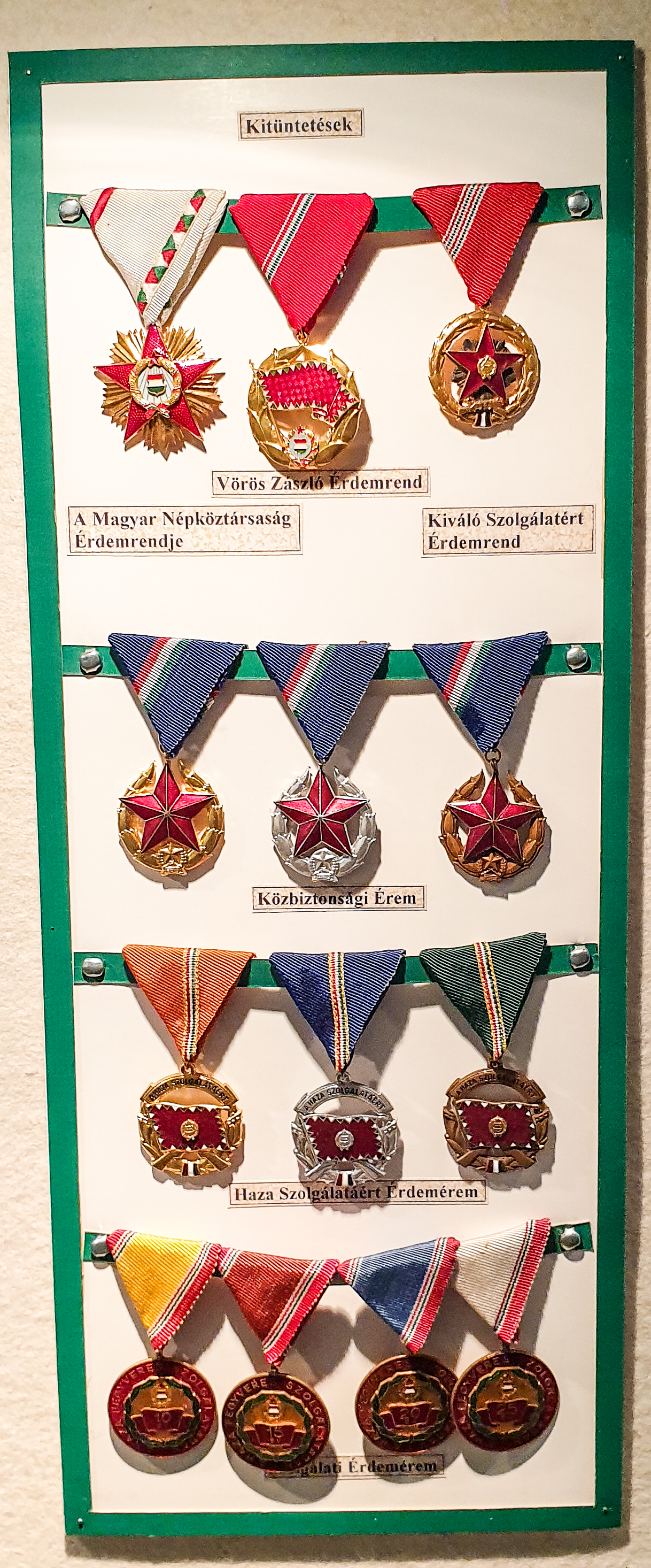
Magyar (főleg katonai) kitüntetések 1990 előttről

A Magyar Népköztársaság idején adományozott rendjelek, kitüntetések, érdemérmek, dísz- és emlékjelvények viselési sorrendje az 1989. évi állapotnak megfelelően a következő volt.
1. Szocialista Munka Hőse
2. Magyar Népköztársaság gyémántokkal ékesített zászlórendje
Magyar Népköztársaság Zászlórendjének gyémántokkal ékesített I. fokozata
3. A Magyar Népköztársaság Hőse
4. Magyar Népköztársaság Érdemrendje
5. Béke és Barátság érdemrend
6. A Munka Vörös Zászló Érdemrendje
7. Magyar Népköztársaság rubinokkal ékesített zászlórendje
Magyar Népköztársaság Zászlórendje I. fokozat
8. Szocialista Hazáért Érdemrend
9. Magyar Népköztársasági Érdemrend I. fokozata
10. Kossuth-érdemrend I. osztálya
11. Vörös Zászló érdemrend
12. Magyar Népköztársaság babérokkal ékesített zászlórendje
Magyar Népköztársaság Zászlórendje II. fokozat
13. Magyar Népköztársaság Zászlórendje
Magyar Népköztársaság Zászlórendje III. fokozat
14. Magyar Népköztársasági Érdemrend II. fokozata
15. Magyar Szabadság Érdemrend ezüst fokozata
16. Kossuth-érdemrend II. osztálya
17. Munkás-paraszt Hatalomért emlékérem
18. Szocialista Magyarországért Érdemrend
19. Magyar Népköztársaság aranykoszorúval díszített csillagrendje
20. Magyar Népköztársaság kardokkal díszített csillagrendje
21. Április Negyedike érdemrend
22. Munka érdemrend arany fokozata
Munka érdemrend
23. Magyar Népköztársaság Csillagrendje(wd)
24. Vörös Csillag érdemrend
25. Magyar Munka Érdemrend arany fokozata
26. Magyar Népköztársasági Érdemrend III. fokozata
27. Kossuth-érdemrend III. osztálya
28. Magyar Népköztársaság Zászlórendje IV. fokozat
29. Magyar Népköztársasági Érdemrend IV. fokozata
30. Magyar Szabadság Érdemrend bronz fokozata
31. Magyar Munka Érdemrend ezüst fokozata
32. Magyar Népköztársaság Zászlórendje V. fokozat
33. Magyar Népköztársasági Érdemrend V. fokozata
34. Munka Érdemrend ezüst fokozata
„Szocialista Munkáért” Érdemérem
35. Kiváló Szolgálatért érdemrend
Kiváló Szolgálatért Érdemérem
36. Magyar Népköztársasági Érdemérem arany fokozata
37. Magyar Munka Érdemrend bronz fokozata
38. Magyar Népköztársasági Sportérdemérem arany fokozata
39. Munka érdemrend bronz fokozata
Munka Érdemrend
Szolgálati Érdemérem
40. Magyar Népköztársasági Érdemérem ezüst fokozata
41. Magyar Munka Érdemérem
42. Magyar Népköztársasági Sportérdemérem ezüst fokozata
43. Magyar Népköztársasági Érdemérem bronz fokozata
44. Magyar Népköztársasági Sportérdemérem bronz fokozata
45. „48-as” Díszérem
46. Tanácsköztársasági Emlékérem
47. Felszabadulási Jubileumi Emlékérem
Köztársasági Elnök Elismerésének (arany, ezüst, bronz) Koszorúja [1]
48. Magyar Köztársasági Sportérdemrend arany fokozata
49. Magyar Köztársasági Sportérdemrend ezüst fokozata
50. Magyar Köztársasági Sportérdemrend bronz fokozata
51. Szolgálati Érdemérem 40 év után, vagy 3500 repült óra után, vagy 3500 ejtőernyős ugrás után
52. Honvédelmi Érdemérem 40 év után
53. Haza Szolgálatáért Érdemérem arany fokozata
54. Fegyverbarátságért Érdemérem arany fokozata
55. Szolgálati Érdemérem 35 év után, vagy 3000 repült óra után, vagy 3000 ejtőernyős ugrás után
56. Honvédelmi Érdemérem 35 év után
57. Haza Szolgálatáért Érdemérem ezüst fokozata
58. Fegyverbarátságért Érdemérem ezüst fokozata
59. Szolgálati Érdemérem 30 év után, vagy 2500 repült óra után, vagy 2500 ejtőernyős ugrás után
60. Honvédelmi Érdemérem 30 év után
61. Haza Szolgálatáért Érdemérem bronz fokozata
62. Fegyverbarátságért Érdemérem bronz fokozata
63. Szolgálati Érdemérem 25 év után, vagy 2000 repült óra után, vagy 2000 ejtőernyős ugrás után
64. Honvédelmi Érdemérem 25 év után
65. Szolgálati Érdemérem 20 év után, vagy 1500 repült óra után, vagy 1500 ejtőernyős ugrás után
550 repült óra után
66. Honvédelmi Érdemérem 20 év után
67. Szolgálati Érdemérem 15 év után, vagy 1000 repült óra után, vagy 1000 ejtőernyős ugrás után
350 repült óra után
68. Honvédelmi Érdemérem 15 év után
69. Szolgálati Érdemérem 10 év után, vagy 500 repült óra után, vagy 500 ejtőernyős ugrás után
200 repült óra után
70. Honvédelmi Érdemérem 10 év után
71. Közbiztonsági Érem arany fokozata
72. Tűzbiztonsági Érem arany fokozata
73. Közbiztonsági Érem ezüst fokozata
74. Tűzbiztonsági Érem ezüst fokozata
75. Közbiztonsági Érem bronz fokozata
76. Tűzbiztonsági Érem bronz fokozata
77. KISZ-érdemérem
78. Ifjúsági Érdemérem
79. Úttörővezető érdemérem
80. Gyermekekért érdemérem
81. Kiváló Ifjúsági Vezető érem
82. Kiváló Úttörővezető érem
83. Árvízvédelemért érem
84. Környezetvédelmi Emlékérem
85. Életmentő érem
86. Kiváló Munkáért kitüntető jelvény